# Intendenturförrådet

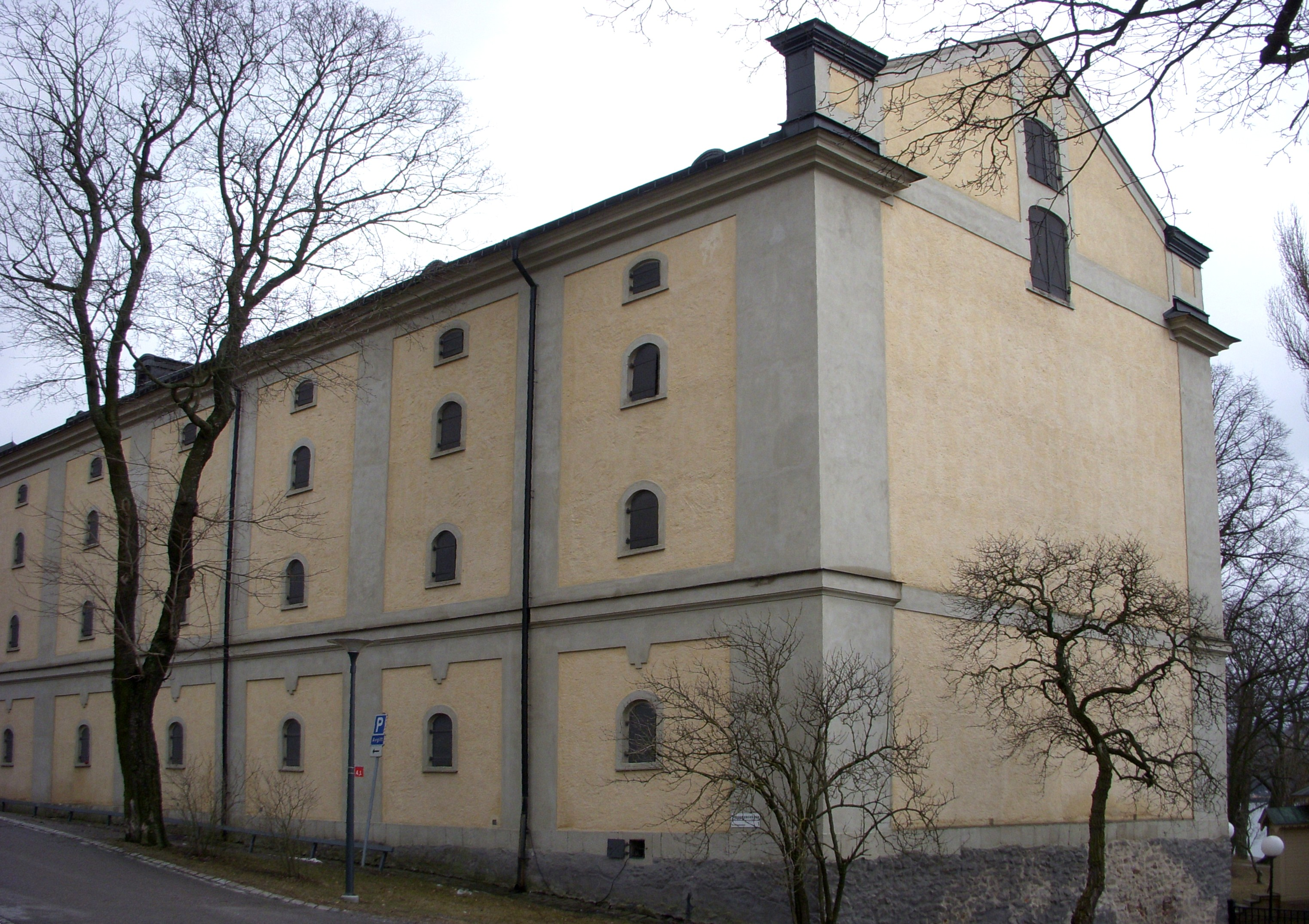
Intendenturförrådet 2009.

Intendenturförrådet är en byggnad på Skeppsholmen i Stockholm, belägen vid Flaggmanvägen på öns västra sida. 
Byggnaden är den enda på Skeppsholmen som inte disponerades av svenska marinen utan uppfördes ursprungligen som kronomagasin, ett spannmålsmagasin där statens spannmålsräntor, arrenden och andra avgifter som erlades in natura, förvarades. Huset ritades av stadsarkitekten i Stockholm, Johan Eberhard Carlberg och stod färdigt 1732. År 1795 blev byggnaden förråd för svenska armén. 1898 fanns planer att bygga om huset till kasern för Flottan, men det förblev magasin och förråd för Armén till dess militären lämnade Skeppsholmen på 1960-talet. Fortfarande idag har byggnaden samma funktion, nu för Statens Fastighetsverk.
Byggnaden är unik i Stockholm eftersom det är den enda bevarade monumentalbyggnaden av Johan Eberhard Carlberg. Det är den enda byggnad i sitt slag i Stockholm som har bevarats i det närmaste intakt sedan byggnadstiden. Byggnaden är statligt byggnadsminne sedan 1935.